# Данилов, Арсений Иванович
Арсений Иванович Данилов (1875 — ?) — директор Оренбургского шпалопропиточного завода, Герой Труда.

## Биография
Родился 8 мая 1875 года в деревне Омлево Гороховецкого уезда Владимирской губернии, в семье крестьянина. Русский.
Окончил два класса церковно-приходской школы. Трудиться начал с двенадцати лет, пас скот по найму. С четырнадцати лет — рабочий-котельщик, затем строитель железнодорожных мостов на Кавказской железной дороге.
С 1897 по 1901 годы проходил действительную военную службу в артиллерии бомбардиром-наводчиком. После службы работал на металлургическом заводе в Мариуполе, затем в главных мастерских Южной железной дороги. Здесь был принят в партию (1905), участвовал в забастовке 1905 года, был в ссылке.
Принимал активное участие в гражданской войне, в организации Красной гвардии и её вооружении: сам изготовлял оружие для Красной гвардии и партизан.
С 1917 по 1926 годы Данилов работал на различных должностях по выбору и назначению партийных органов. Был членом Оренбургского губисполкома, председателем РКК, заведующим РКИ и ряд других должностей, в том числе с 1.05.1922 по 5.12.1922 — председателем городского Совета.
С 1926 по 1928 годы — снова работал на производстве, куда был направлен директором завода.

## Награды
- Герой Труда (1932, за «выдающуюся и исключительно полезную деятельность в социалистическом строительстве, выразившуюся в ряде усовершенствований и рационализаторских мероприятиях на шпалопропиточном заводе в г. Оренбурге, а также, учитывая Вашу революционную работу, активное участие в гражданской войне и 45-летний трудовой стаж»).